# St-Martin (Jouy-en-Josas)

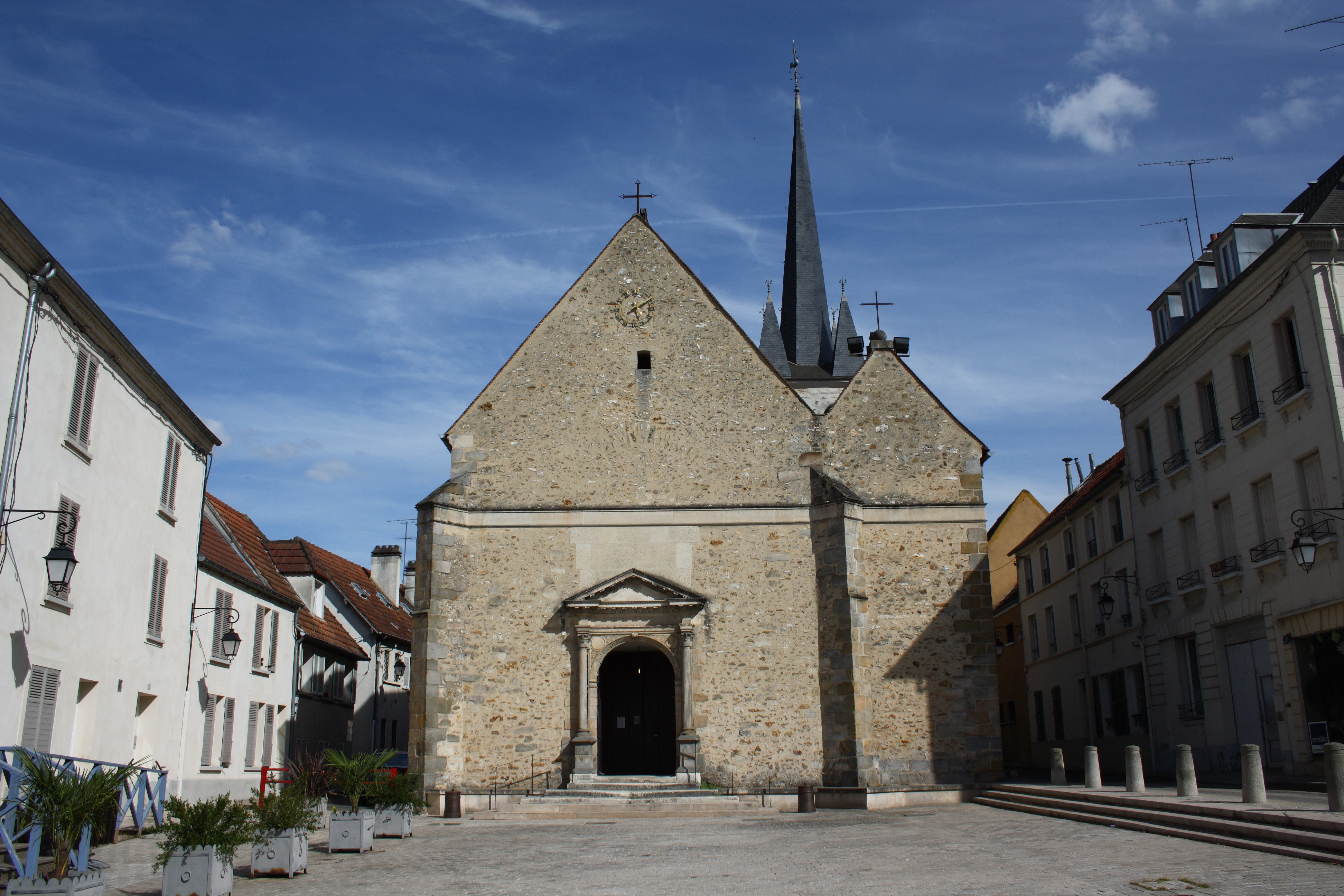
Pfarrkirche Saint-Martin

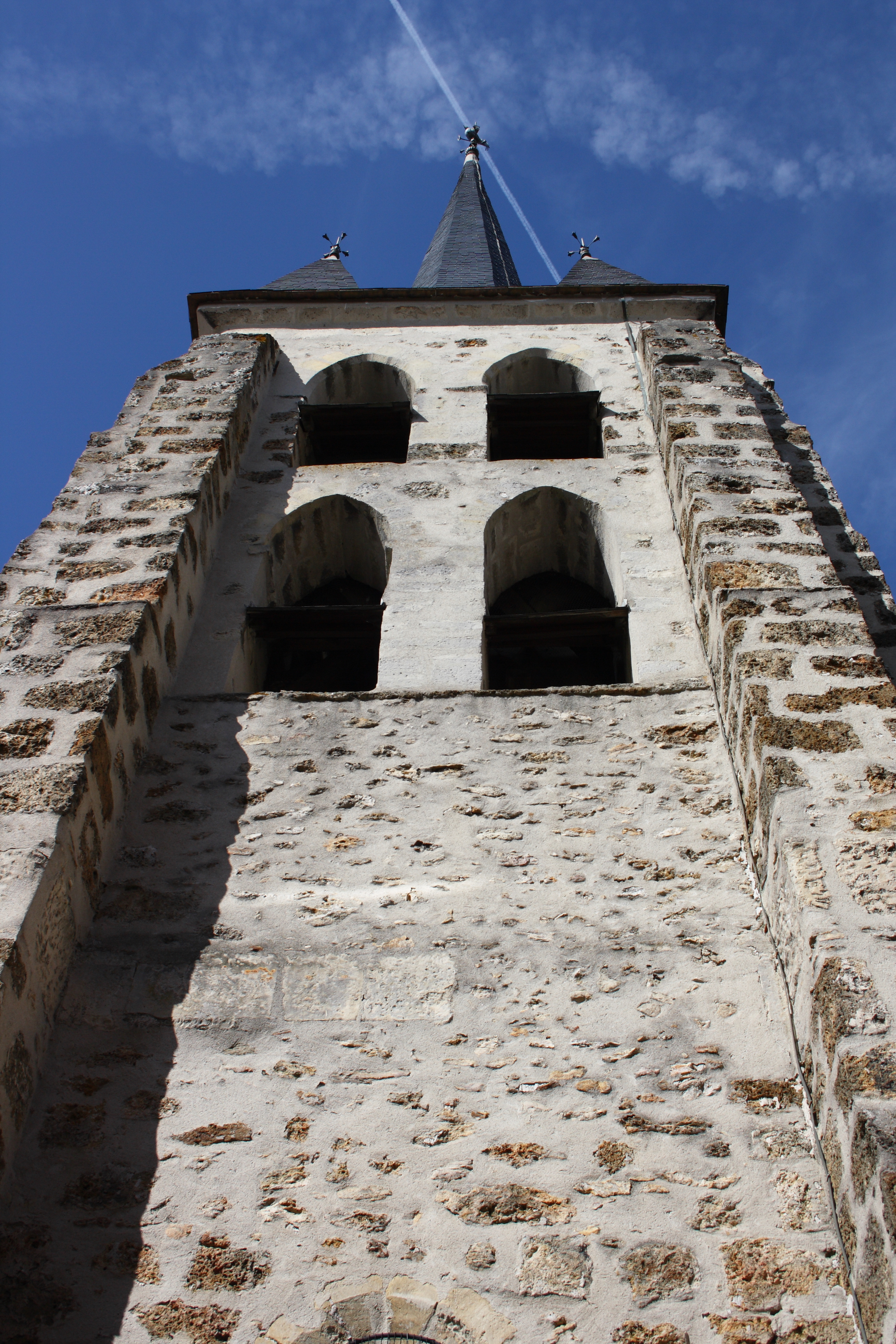
Turm

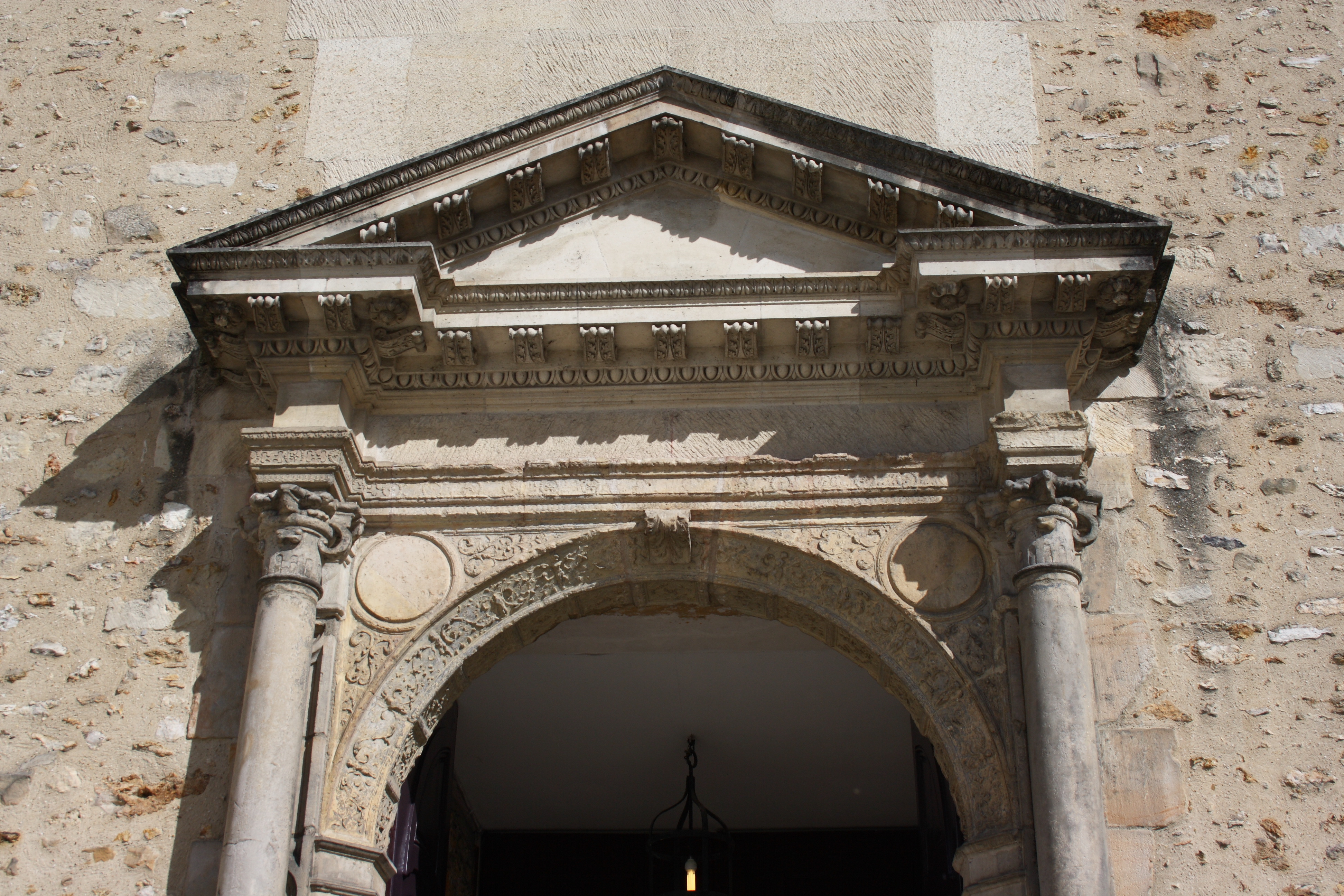
Renaissanceportal

Die katholische Pfarrkirche Saint-Martin in Jouy-en-Josas, einer Gemeinde im Département Yvelines in der französischen Region Île-de-France, wurde in der Mitte des 16. Jahrhunderts auf den Grundmauern einer Vorgängerkirche des 13. Jahrhunderts errichtet. Das wertvollste Ausstattungsstück der Kirche ist die Skulptur La Diège, eine Madonna mit Kind aus dem 12. Jahrhundert. 1950 wurde die dem heiligen Martin geweihte Kirche als Monument historique in die Liste der Baudenkmäler in Frankreich aufgenommen.

## Geschichte
Der Ort Jouy-en-Josas ist bereits im 11. Jahrhundert als Gaugiaco im Güterverzeichnis der Abtei Saint-Germain-des-Prés erwähnt. Es wird angenommen, dass der Ort bereits damals eine Kirche besaß. Die ältesten Teile der heutigen Kirche, der Unterbau des Turmes und die seitlichen Mauern des Chores, gehen auf einen Kirchenbau des 13. Jahrhunderts zurück. Diese Kirche verfiel im 14./15. Jahrhundert in der Folge von Pestepidemien und des Hundertjährigen Krieges. Ende des 15. Jahrhunderts begann man mit dem Wiederaufbau der Kirche, die 1549 geweiht wurde. 

## Architektur

### Außenbau
An der Westfassade befindet sich das von zwei Säulen gerahmte und einem Dreiecksgiebel bekrönte Renaissanceportal. Über dem südlichen Seitenschiff erhebt sich der ursprünglich freistehende Glockenturm. 

### Innenraum

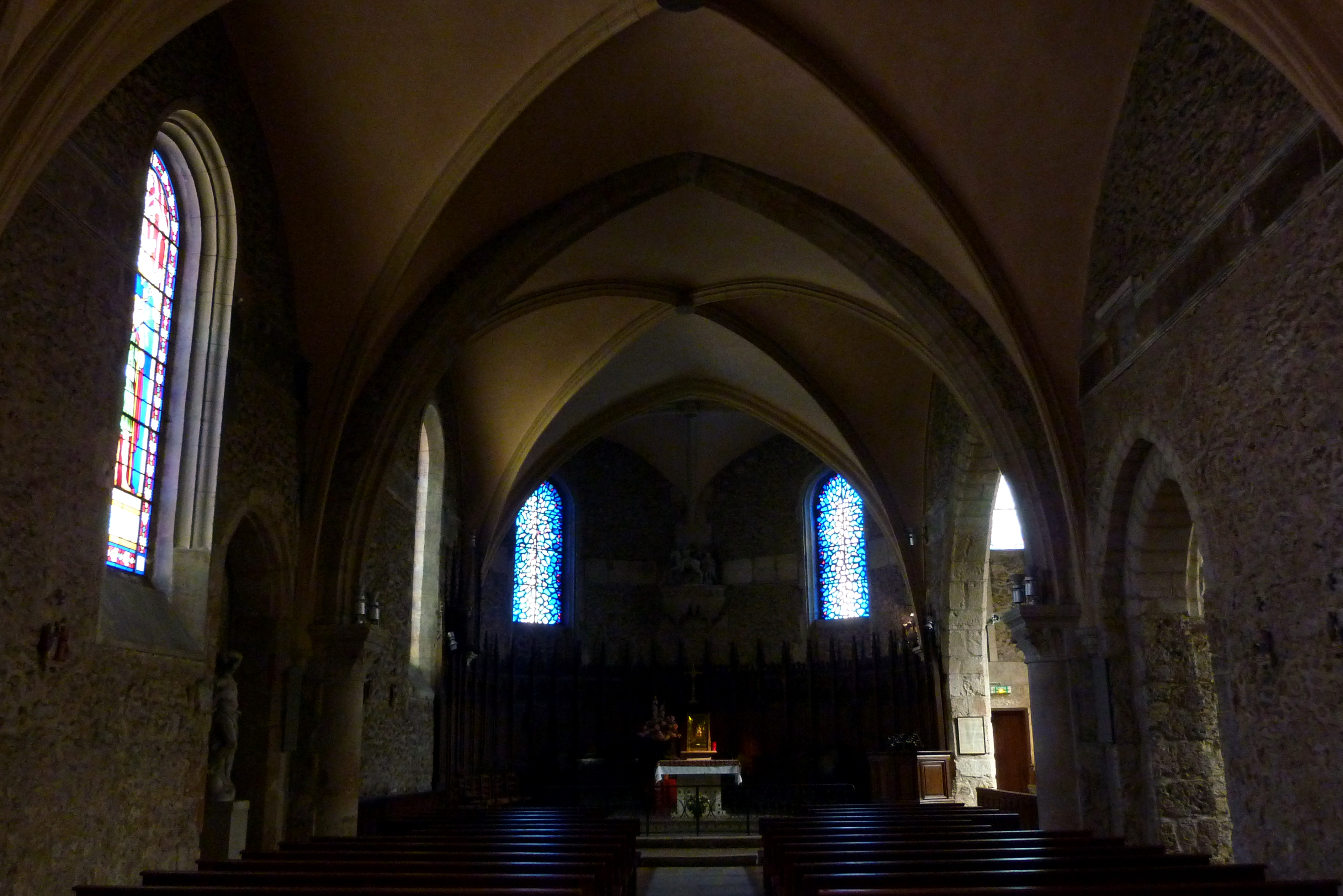
Innenraum mit Blick zum Chor

Das Langhaus besteht aus einem Haupt- und einem Seitenschiff. Beide Schiffe werden von Kreuzrippengewölben gedeckt und sind durch große Spitzbogenarkaden voneinander getrennt. 
An den Wänden des Hauptschiffes verläuft ein gemalter Fries, ein Trauerband (litre funéraire), auf dem die Wappen bedeutender Patronatsherren wie die der Familie Escoubleau de Sourdis zu erkennen sind.

## Bleiglasfenster
Die Bleiglasfenster des Langhauses wurden 1858 von Paul Nicod geschaffen. Sie stellen an der Nordseite den heiligen Martin, den Schutzpatron der Kirche, den heiligen Rochus und den heiligen Sebastian dar. Ein Fenster der Südseite stellt die Apostel Jakobus den Jüngeren, Simon, Bartholomäus und Andreas dar. Ein anderes Fenster ist den Evangelisten Lukas, Johannes, Markus und Matthäus gewidmet. Ein Fenster der Nordseite hat Episoden der Martinslegende zum Thema: Martin teilt seinen Mantel mit einem Bettler, Martin wird zum Bischof gewählt, Martin heilt einen Besessenen und Martin wird in den Himmel aufgenommen. Das gegenüberliegende Fenster der Südseite zeigt Stationen aus dem Leben Marias: Verkündigung, Flucht nach Ägypten, Anbetung durch die Hirten und Krönung Mariens.
Die beiden modernen Chorfenster wurden 1986 in der Werkstatt Annie und Patrick Confetti in Les Loges-en-Josas geschaffen.

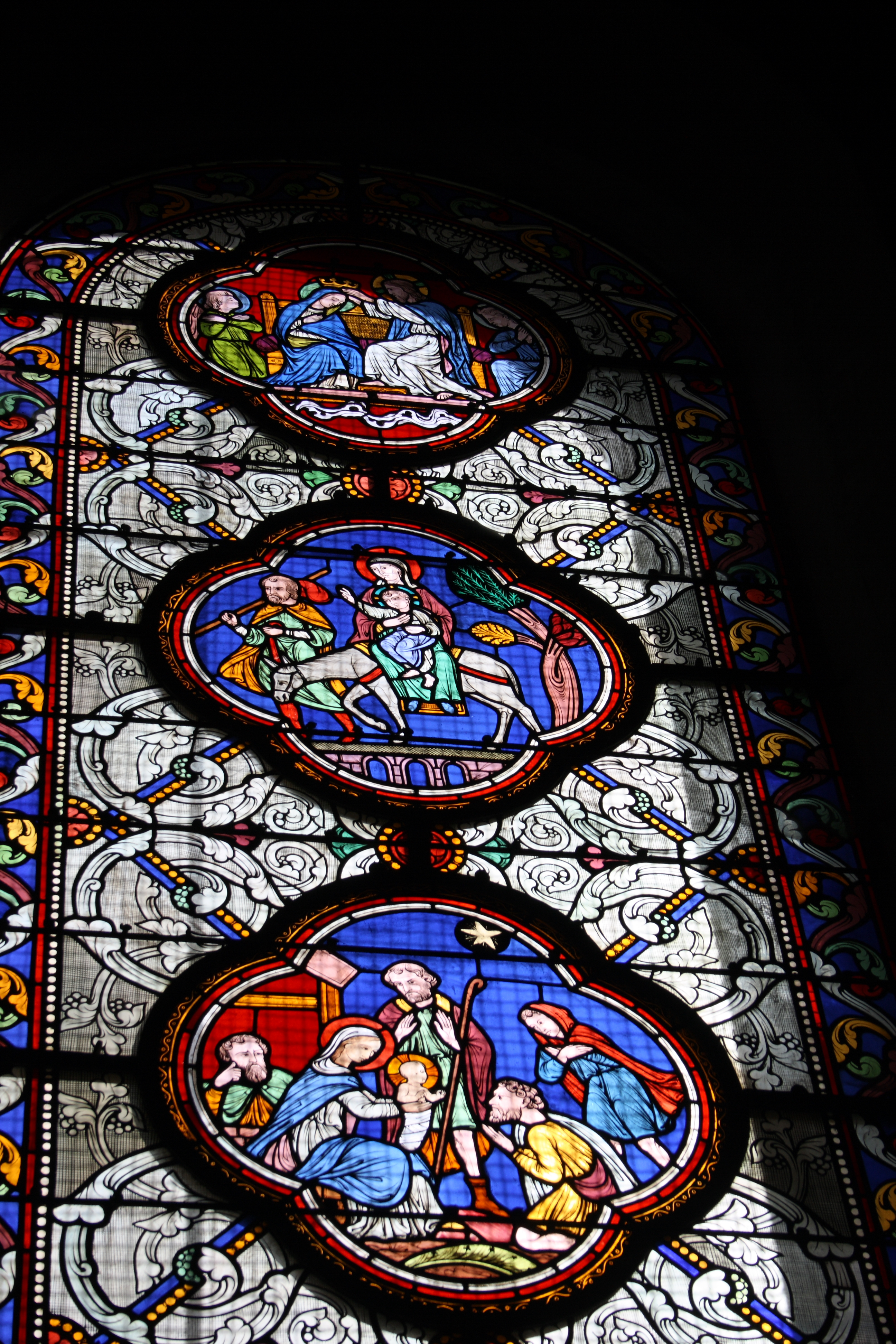
Szenen aus dem Leben Marias
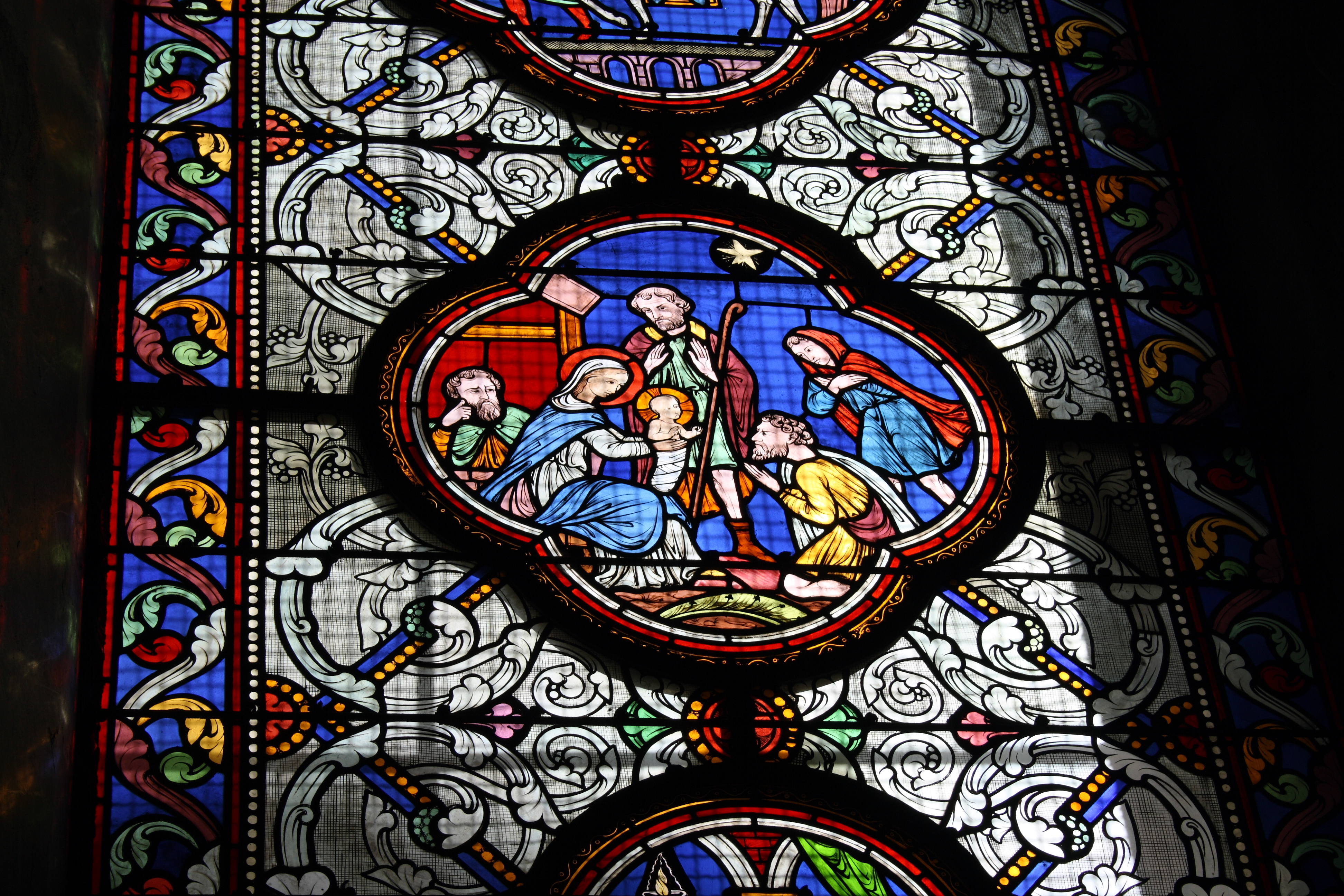
Anbetung durch die Hirten
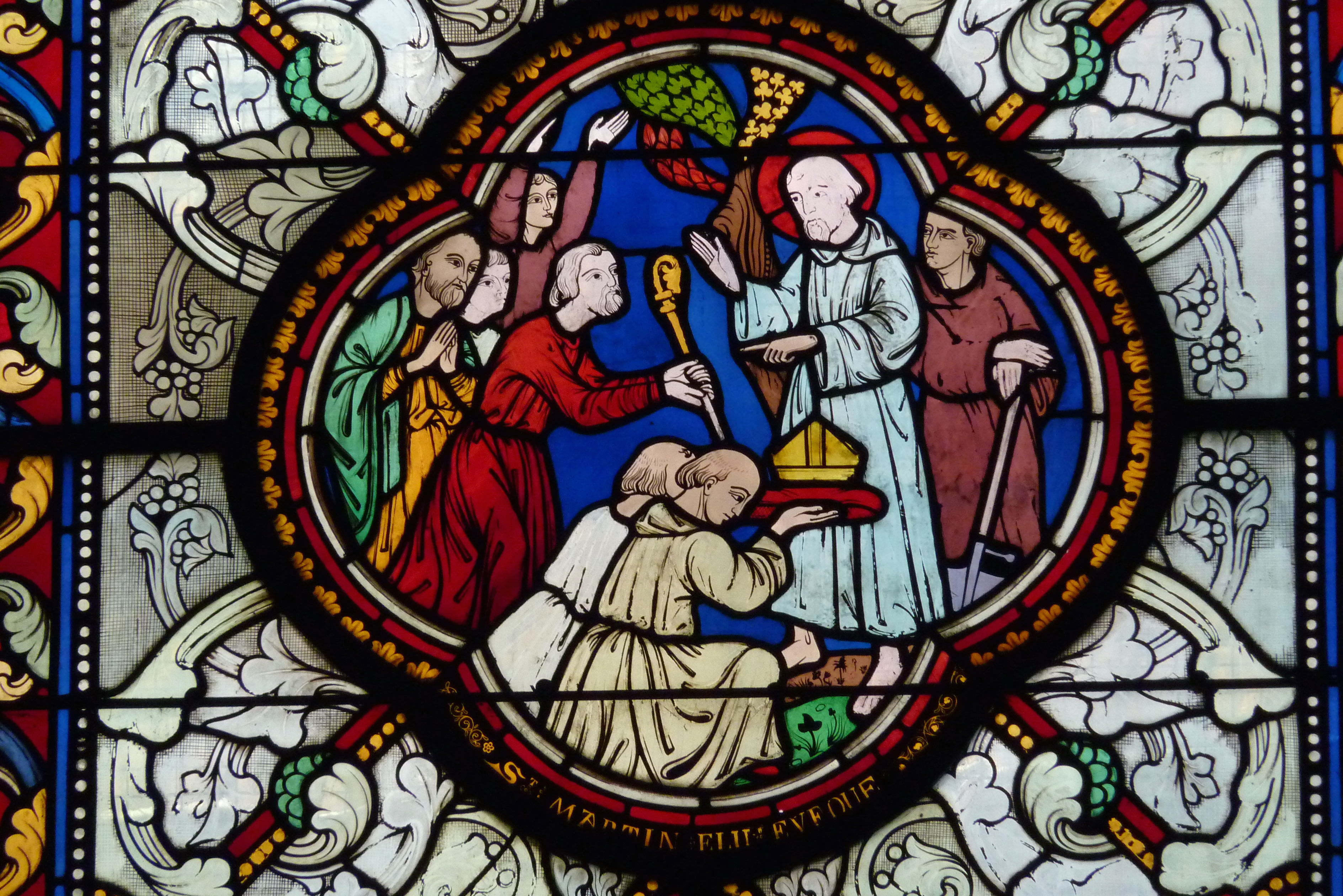
Martin wird zum Bischof gewählt
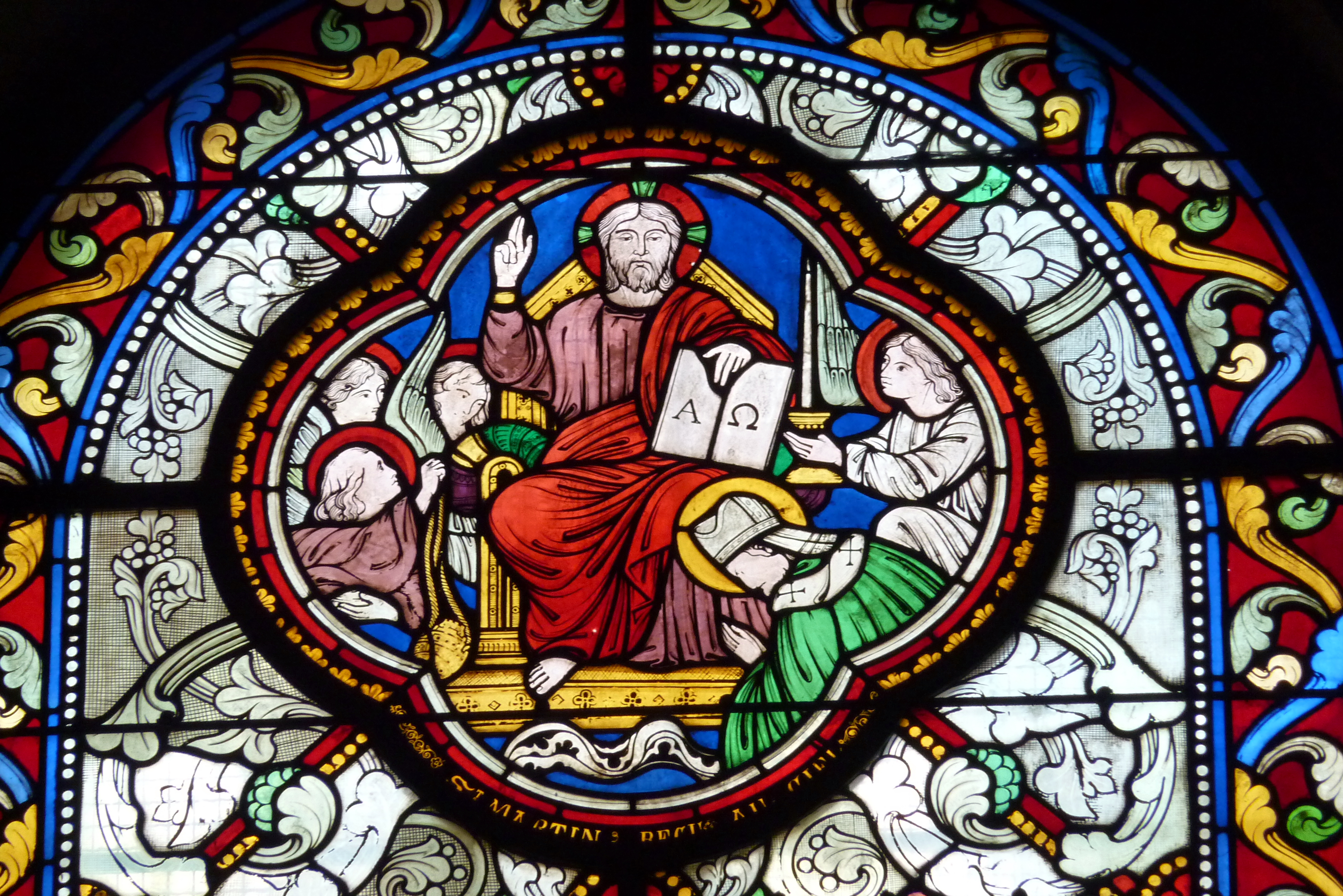
Aufnahme des heiligen Martin in den Himmel

## La Diège

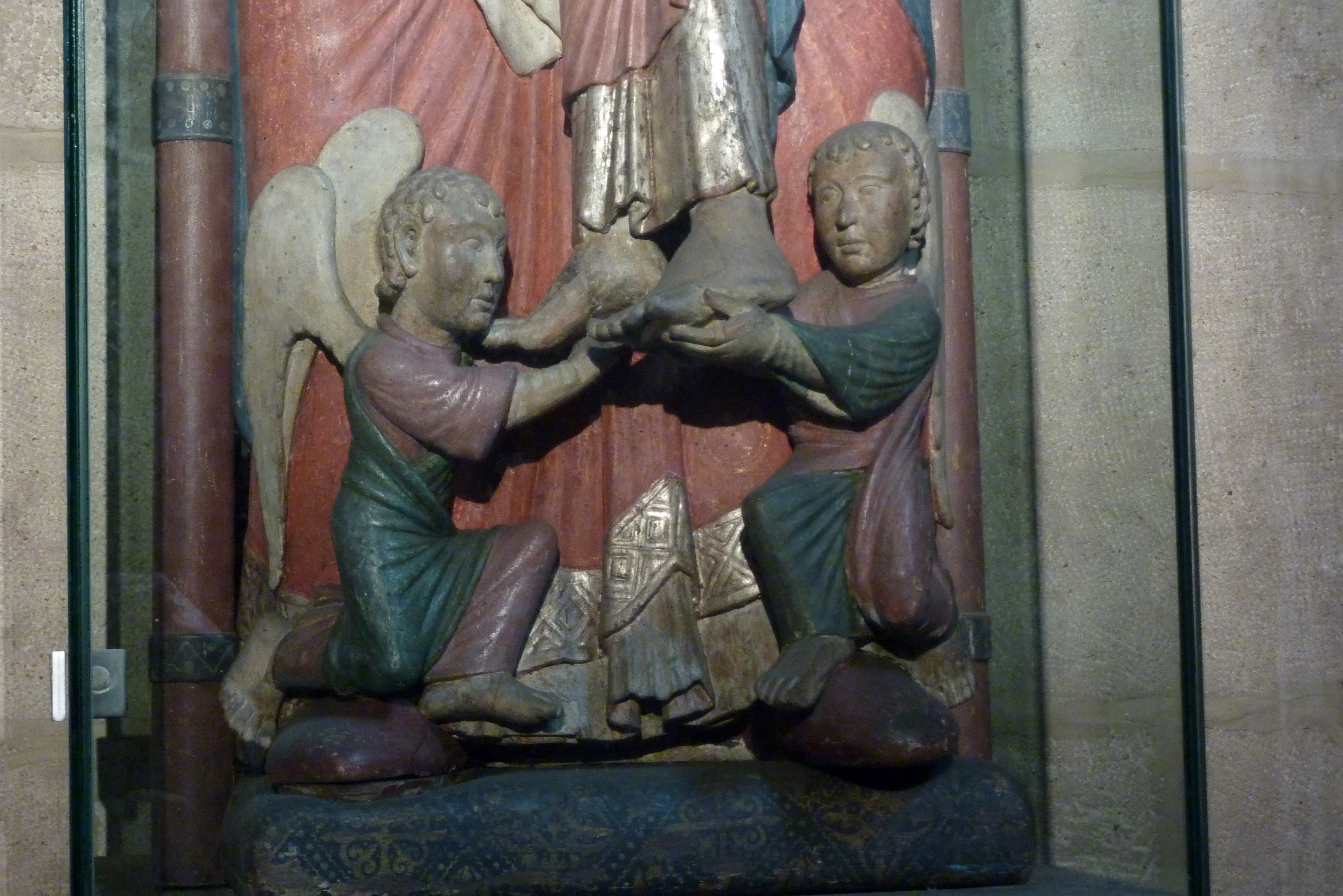
La Diège, zwei Engel tragen das Jesuskind auf ihren Händen

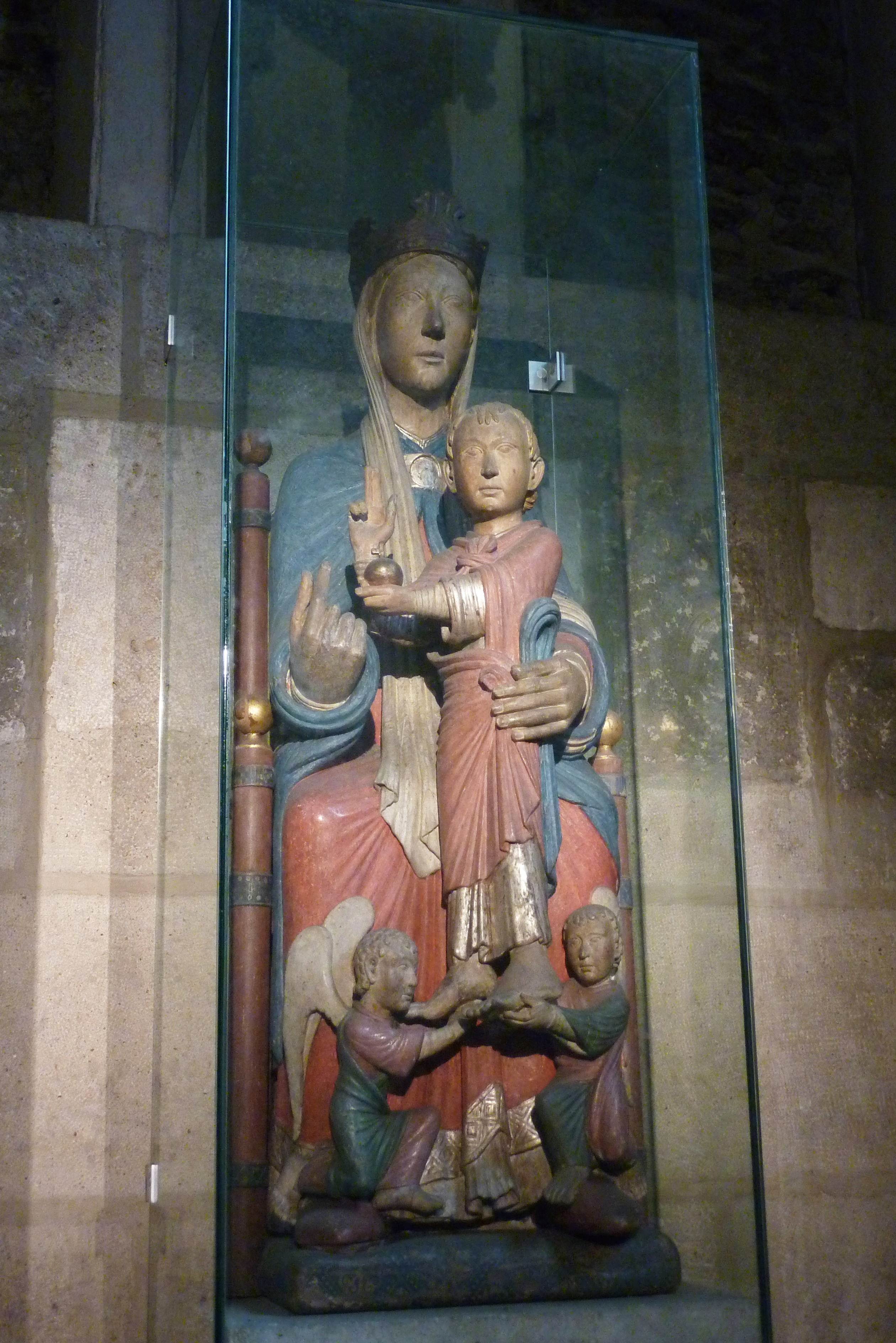
La Diège

Das älteste und wertvollste Ausstattungsstück der Kirche ist die hölzerne Madonnenskulptur La Diège aus dem 12. Jahrhundert. Der Name leitet sich von der lateinischen Bezeichnung Dei Genitrix (Mutter Gottes) ab. Diese Figur wurde ursprünglich in einer Kapelle in dem südlich von Jouy-en-Josas gelegenen Weiler Viltain verehrt und war lange Zeit Ziel einer Wallfahrt. Als die Kapelle um 1780 verfiel, brachte man die Skulptur in die Kirche Saint-Martin. Während der Französischen Revolution wurde sie wieder nach Viltain gebracht und dort in einem zugemauerten Fenster versteckt. 1850 entdeckte man sie bei Bauarbeiten und brachte sie in die Kirche Saint-Martin in Jouy-en-Josas zurück. Im Jahr 1863 wurde sie unter der Leitung von Eugène Viollet-le-Duc restauriert.
Die frontale Darstellung Marias, der strenge Faltenwurf ihres Schleiers und ihres Umhangs sind typisch für eine romanische Madonnenfigur. Der Jesusknabe hält in der linken Hand die mit einem Kreuz bekrönte Weltkugel, seine rechte Hand ist zum Segen erhoben. Ungewöhnlich ist die Präsentation des Jesuskindes, das nicht mehr als kleines Kind dargestellt ist und vor Maria steht, wobei es von zwei Engeln auf Händen getragen wird.

## Weitere Ausstattung

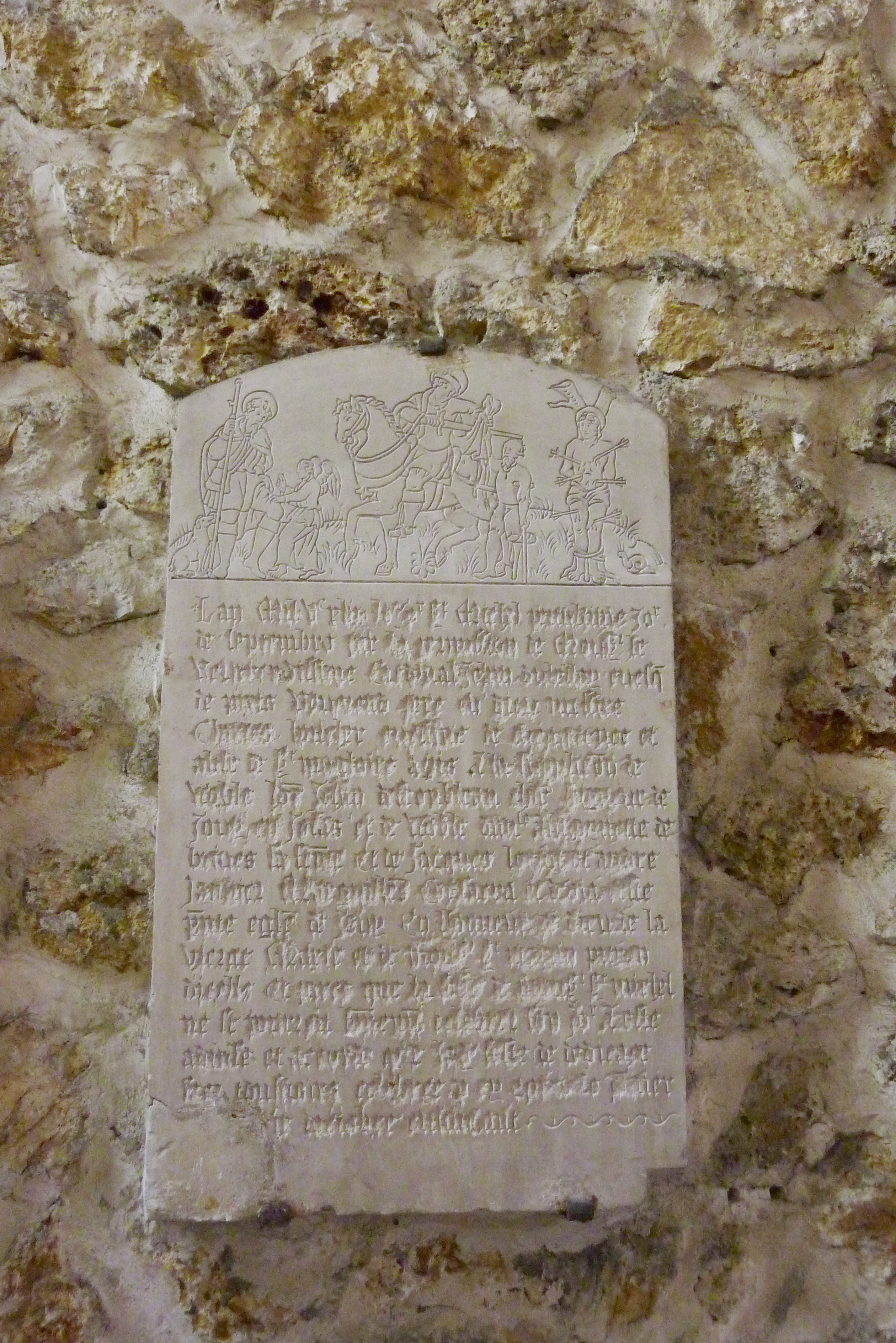
Gedenktafel

- Eine Gedenktafel mit einer Weiheinschrift und der Jahreszahl 1549 erinnert an die Weihe der im 16. Jahrhundert neu errichteten Kirche. Im oberen Teil der Steinplatte sind Reliefdarstellungen eingraviert. Links sieht man den heiligen Rochus von Montpellier mit einem Hund zu seinen Füßen und einem Engel, der seine Wunden versorgt, in der Mitte den heiligen Martin, der seinen Mantel mit einem Bettler teilt, und rechts den heiligen Sebastian, der, an einen Baum gebunden, von Pfeilen durchbohrt wird.[3]
- Aus der ersten Hälfte des 16. Jahrhunderts sind vier holzgeschnitzte Chorstühle erhalten.[4]
- An der Scheitelwand des Chores befindet sich eine Steinskulptur aus dem 16. Jahrhundert mit der Darstellung des heiligen Martin, der auf einem Pferd sitzt und seinen Mantel mit einem Bettler teilt.[5]
- Die Tonskulptur Johannes des Täufers stammt aus dem 17. Jahrhundert.[6]
- Die Marmorskulptur mit der Darstellung des heiligen Sebastian ist mit 1694 datiert und wird Pierre Puget zugeschrieben.
- Der holzgeschnitzte Beichtstuhl stammt aus dem 18. Jahrhundert.

## Orgel

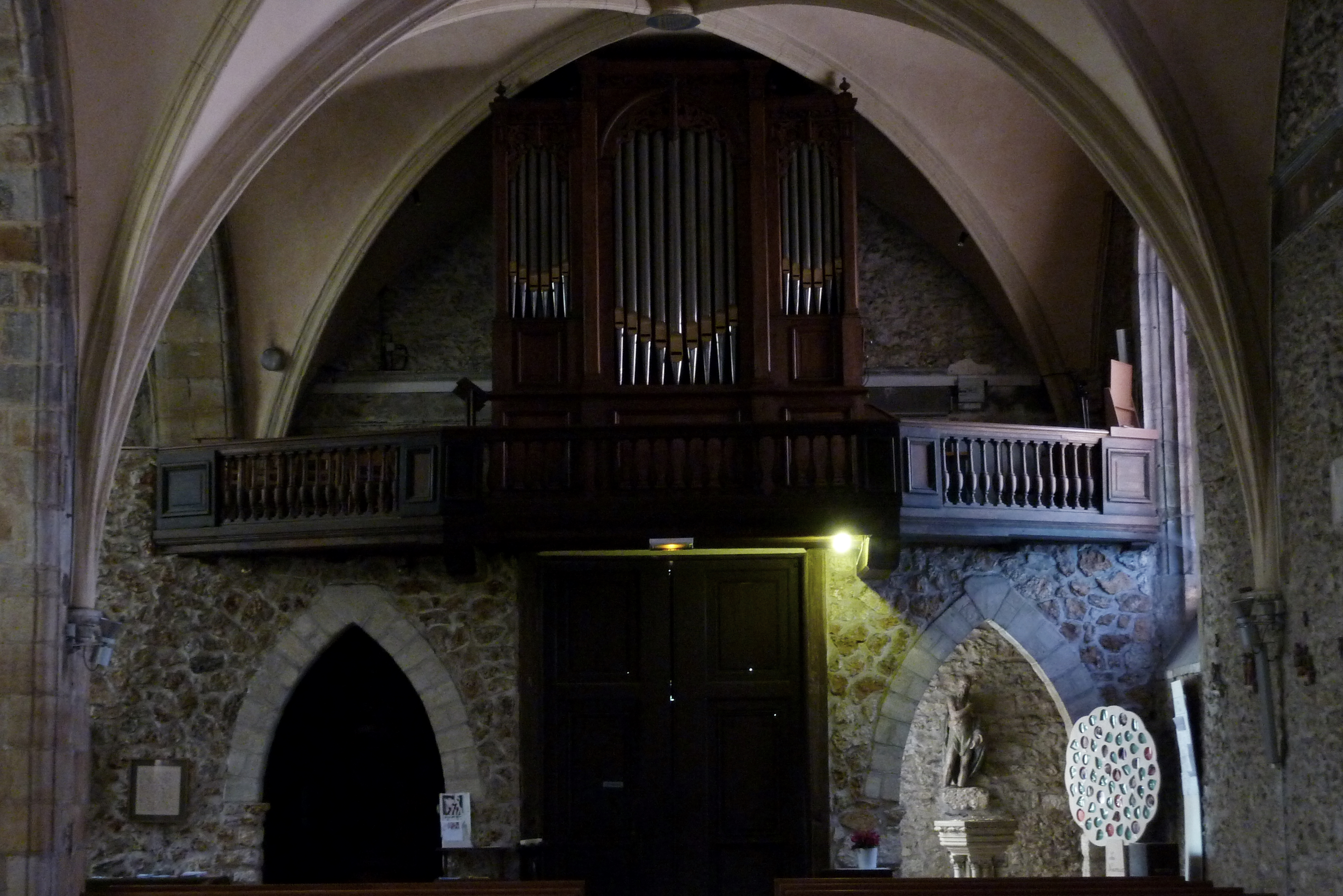
Orgel

Die heutige Orgel wurde 1872 von dem Orgelbauer John Abbey unter Verwendung älterer Teile eingebaut. 1974/75 wurde das Instrument von Adrien Maciet restauriert und erweitert. Das Instrument hat 17 Register auf zwei Manualwerken und Pedal.
| I Grand Orgue C–g3 |              |        |
| 1.                 | Montre       | 8′     |
| 2.                 | Bourdon      | 8′     |
| 3.                 | Prestant     | 4′     |
| 4.                 | Nazard       | 2 ⁄3′  |
| 5.                 | Quarte       | 2′     |
| 6.                 | Tierce       | 1 3⁄5′ |
| 7.                 | Plein-jeu IV |        |
| 8.                 | Trompette    | 8′     |
| 9.                 | Clairon      | 4′     |

| II Récit expressiv C–g3 |              |    |
| 10.                     | Flûte        | 8′ |
| 11.                     | Salicional   | 8′ |
| 12.                     | Voix céleste | 8′ |
| 13.                     | Flûte        | 4′ |
| 14.                     | Doublette    | 2′ |
| 15.                     | Cromorne     | 8′ |

| Pédale C–f1 |          |     |
| 16.         | Soubasse | 16′ |
| 17.         | Flûte    | 8′  |

- Koppeln: II/I, I/P, II/P.